# Wilbraham (condado de Hampden)
Wilbraham es un lugar designado por el censo ubicado en el condado de Hampden en el estado estadounidense de Massachusetts. En el Censo de 2010 tenía una población de 3.915 habitantes y una densidad poblacional de 267,3 personas por km².

## Geografía
Wilbraham se encuentra ubicado en las coordenadas 42°7′56″N 72°26′17″O / 42.13222, -72.43806. Según la Oficina del Censo de los Estados Unidos, Wilbraham tiene una superficie total de 14.65 km², de la cual 14.48 km² corresponden a tierra firme y (1.11%) 0.16 km² es agua.

## Demografía
Según el censo de 2010, había 3.915 personas residiendo en Wilbraham. La densidad de población era de 267,3 hab./km². De los 3.915 habitantes, Wilbraham estaba compuesto por el 94.99% blancos, el 1.79% eran afroamericanos, el 0.03% eran amerindios, el 1.76% eran asiáticos, el 0% eran isleños del Pacífico, el 0.43% eran de otras razas y el 1% pertenecían a dos o más razas. Del total de la población el 2.4% eran hispanos o latinos de cualquier raza.